# Dominik Thalhammer
Dominik Thalhammer (Wenen, 2 oktober 1970) is een Oostenrijks voetbalcoach.

## Trainerscarrière

### Oostenrijk
Van 2011 tot 2020 was Thalhammer bondscoach van de Oostenrijkse nationale vrouwenploeg. Hoogtepunt was het bereiken van de halve finale op het EK 2017 voor vrouwen in Nederland. In Oostenrijk werd hij daarop verkozen tot 'Trainer van het Jaar'.
In seizoen 2020/21 was hij hoofdcoach van LASK dat vierde eindigde in de Oostenrijkse hoogste competitie, wat recht gaf op een Europees ticket. Het seizoen daarop waren de resultaten minder waardoor Thalhammer in september 2021 ontslagen werd.

### Cercle Brugge
Op 28 november 2021 werd Thalhammer aangesteld als de nieuwe trainer van de Belgische eersteklasser Cercle Brugge ter vervanging van de ontslagen Yves Vanderhaeghe. Een paar dagen later zag hij hoe Cercle Brugge onder de leiding van zijn assistenten Jimmy De Wulf en Miron Muslic na verlengingen verloor van KV Mechelen, de club waartegen zijn voorganger Yves Vanderhaeghe een dag voor zijn ontslag nog gewonnen had in de competitie.
In zijn eerste wedstrijd boekte hij meteen een 0-2-zege tegen KV Kortrijk, met dank aan twee goals van Rabbi Matondo. Door deze zege vergrootte Cercle Brugge de kloof met hekkensluiter Beerschot VA tot zeven punten. Cercle Brugge won ook zijn daaropvolgende competitiewedstrijden tegen Sint-Truidense VV (1-2) en RFC Seraing. Op 18 december 2021 ging Thalhammer een eerste keer onderuit met Cercle Brugge: tegen leider Union Sint-Gillis kwam Cercle 0-2 voor, maar in de tweede helft boog Union die achterstand nog om in een 3-2-zege. Een week later spoelde Cercle Brugge die nederlaag echter weg met een 2-0-zege in de Brugse derby tegen Club Brugge. Het was de eerste derbyzege sinds 2013 voor Cercle Brugge. De Vereniging, die na zestien speeldagen nog voorlaatste stond, ging de jaarwisseling in op een twaalfde plek met zes punten meer dan het nummer zeventien RFC Seraing.
In 2022 ging Cercle Brugge door op zijn elan: na zeges tegen KAS Eupen (0-2) en Zulte Waregem (3-1) pakte het op 26 januari 2022 ook de scalp van RSC Anderlecht: het werd 0-2 in het Lotto Park na goals van Rabbi Matondo en Franck Kanouté. Na deze nieuwe 12 op 12 klom Cercle Brugge naar de achtste plaats in het klassement, waardoor groen-zwart plots in de running bleek voor de Europe play-offs. In de resterende tien competitiewedstrijden kon Cercle Brugge echter slechts twee keer winnen, waardoor Thalhammer en co uiteindelijk tiende eindigden.
In het seizoen 2022/23 nam Cercle Brugge net als in het seizoen daarvoor een valse start. Na een 2-0-nederlaag tegen KVC Westerlo op de openingsspeeldag won groen-zwart op de tweede speeldag met 1-0 van RSC Anderlecht, maar daarna sprokkelde het onder Thalhammer slechts 3 op 21. Op 19 september 2022 maakte Cercle Brugge een einde aan de samenwerking met de Oostenrijker. Thalhammer werd opgevolgd door zijn assistent Miron Muslic.

### KV Oostende
Op 1 november 2022 werd Thalhammer aangesteld als de nieuwe trainer van KV Oostende, dat het seizoen was gestart met 14 op 45 en na vijftien speeldagen veertiende stond, weliswaar slechts twee punten boven de degradatiestreep. Net als destijds bij Cercle Brugge was Thalhammer bij KV Oostende de opvolger van Yves Vanderhaeghe.
Thalhammer wist zijn eerste officiële wedstrijd als Oostende-trainer te winnen: op 6 november werd het 3-1 tegen KV Kortrijk, mede dankzij een tweeklapper van Cameron McGeehan. KV Oostende bleef hiermee op een veertiende plaats staan, maar het vergrootte wel zijn voorsprong op de achtervolgers: de voorsprong op nummers zestien en zeventien (respectievelijk KV Kortrijk en Zulte Waregem) groeide uit tot vijf punten, die op hekkensluiter RFC Seraing zelfs tot zes punten. Drie dagen na de competitiezege tegen Kortrijk was Thalhammer met Oostende ook succesvol in de Beker van België: in de 1/16e finale nam de kustclub vlot de maat van Thes Sport (1-4-zege).
Thalhammer slaagde er niet in om zijn goede start bij Oostende door te trekken. Vlak voor de WK 2022 ging Oostende met 6-0 de boot in tegen KVC Westerlo, twee dagen na de WK-finale hernam de kustclub met een 2-1-nederlaag tegen Union Sint-Gillis in de Beker van België. Het kalenderjaar 2023 begon KV Oostende met vier competitienederlagen op rij, tegen respectievelijk RFC Seraing, KV Mechelen, Antwerp FC en Cercle Brugge. Dat zorgde niet alleen voor een negatief clubrecord – nooit eerder had KV Oostende in Eerste klasse 0 op 18 behaald –, het zorgde er ook voor dat Oostende vanaf begin januari 2023 in de degradatiezone kwam te staan.
Op 28 januari 2023 sprokkelde KV Oostende voor het eerst sinds de jaarwisseling punten in de competitie: de kustclub hield degradatieconcurrent KV Kortrijk op een 2-2-gelijkspel – ofschoon Oostende tot de 89e minuut op voorsprong stond. De ploeg van Thalhammer kwam zo een punt dichter bij een veilige vijftiende plek in het klassement, aangezien Eupen een dag eerder onderuit was gegaan bij Standard Luik. Op de 24e speeldag ging Oostende dan weer de boot in tegen RSC Anderlecht, terwijl degradatieconcurrent Seraing een dag later wél won. Hierdoor kwam Oostende op een gedeelde laatste plaats te staan. Een speeldag later nam Oostende opnieuw afstand van Seraing door een dag na de nederlaag van de Luikenaars tegen Sporting Charleroi gelijk te spelen tegen degradatieconcurrent Zulte Waregem. De kloof werd pas groter op de 28e speeldag, toen Oostende verrassend met 3-0 won van Club Brugge. Op 15 april verloor Oostende thuis tegen OH Leuven waardoor het met zekerheid degradeerde naar Eerste klasse B. Thalhammer verliet de club eind juni wanneer zijn contract verliep.